# سدیم کرومات
سدیم کرومات (به انگلیسی: Sodium chromate) با فرمول شیمیایی Na۲CrO۴ یک ترکیب شیمیایی با شناسه پاب‌کم ۲۴۴۸۸ است. که جرم مولی آن ۱۶۱٫۹۷ g/mol می‌باشد. 